# دن باکدال
دن باکدال (به انگلیسی: Dan Bakkedahl) (زاده ۱۸ نوامبر ۱۹۶۹) بازیگر آمریکایی است.
از فیلم‌های معروف او می‌توان به بازی در فیلم هیتمن: مأمور ۴۷ اشاره کرد.